# Le Pré Béjine
Le Pré Béjine est une nouvelle d'Ivan Tourgueniev parue dans la revue russe Le Contemporain en 1851. 
La nouvelle fait partie du recueil Mémoires d'un chasseur et raconte les peurs et superstitions de cinq enfants.

## Résumé
Le narrateur, de retour d'une chasse fructueuse, ne reconnaît plus son chemin, il s'est perdu, la nuit approche. Enfin, il reconnaît l'endroit, c’est le pré Béjine. Il y a là cinq enfants de quatorze à sept ans qui gardent des chevaux. Ils vont passer la nuit ici pour les surveiller avec deux chiens et rentreront demain matin.
Ils lui font une place autour du feu, et lui, pour ne pas les déranger et aussi les écouter, fait rapidement semblant de dormir. Les enfants reprennent la conversation interrompue. Ilioucha raconte les circonstances de sa rencontre avec le lutin Domovoï ; Kostia, comment le charpentier Gabriel a rencontré l’ondine Roussalka qui lui a jeté le sort d'être triste toute sa vie.
Soudain, les chiens aboient et courent après quelque chose. Pavloucha monte sur un cheval et suit les chiens. Peu après, il revient. Peut être était-ce un loup ?
Les enfants parlent du présage céleste, une éclipse. Tout le monde était pourtant prévenu, mais la peur a été la plus forte. On croyait que l’Antéchrist Trichka arrivait. Kostia raconte que l’âme d’Akim le forestier, qui a été noyé par des brigands, rode dans les parages : il faut faire attention en allant à la rivière que l’Esprit, Vodianoï, ne vous saisisse comme Akoulina qui, depuis, erre à demie folle dans la bourgade. Enfin, tout le monde s’endort.
À l’aube, le narrateur repart, salue Pavloucha et rentre chez lui. Il apprendra plus tard que le garçon est mort, peu après, d’une chute de cheval.

## Édition française
- Biejine Loug, traduit par Ely Halpérine-Kaminsky, dans Récits d'un chasseur, Paris, Éditions Albin Michel, 1893.
- Le Pré Béjine, traduit par Françoise Flamant, Éditions Gallimard, Bibliothèque de la Pléiade, 1981  (ISBN 978 2 07 010980 7).